# Liman (Novi Sad)
Pour les articles homonymes, voir Liman (homonymie).
Liman (en serbe cyrillique : Лиман) est un quartier de Novi Sad, la capitale de la province autonome de Voïvodine, en Serbie.
Liman est situé dans la partie sud-est de la ville, dans la section méridionale du Bulevar oslobođenja (« boulevard de la Libération ») et sur la rive gauche du Danube.

## Localisation
Au nord, Liman est délimité par le boulevard du Tsar Lazare (bulevar tsara Lazara), à l'ouest par la rue Sima Matavulja et au sud et à l'est par le Sunčani kej qui longe le Danube.
Le quartier est ainsi entouré par ceux de Telep à l'ouest, Adamovićevo naselje, Grbavica et Stari grad au nord et de l'Île des pêcheurs (Ribarsko ostrvo, prolongeant le port de Novi Sad) au sud. Sur la rive opposée du Danube se trouvent Sremska Kamenica (au sud) et Petrovaradin (à l'est). Liman est relié à Sremska Kamenica par le pont de la Liberté (most slobode).

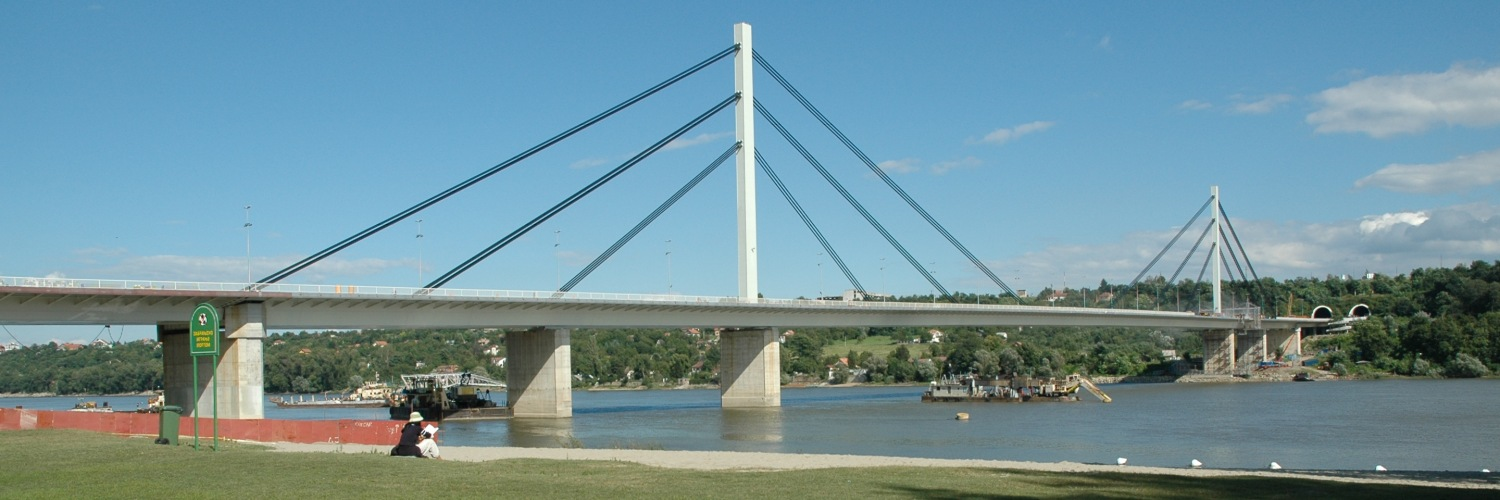
Le pont de la Liberté vu depuis le quartier de Liman

## Subdivisions du quartier
Sur le plan administratif, Liman est divisé en cinq communautés locales : Liman, Boško Buha, Liman III, Ivo Andrić et Ostrvo, cette dernière communauté s'étendant aussi sur une partie du quartier de Île des pêcheurs (Ribarsko ostrvo).
De façon plus informelle, le quartier se compose de cinq parties qui, d'est en ouest, se disposent de la manière suivante :
- Liman I, entre le Sunčani kej à l'est et la rue Fruškogorska à l'ouest ; il fait partie de la communauté locale de Liman et abrite le campus de l'université de Novi Sad ;
- Liman II, entre la rue Fruškogorska à l'est et le Bulevar oslobođenja et le pont de la Liberté à l'ouest ; il fait partie de la communauté locale Boško Buha ;
- Liman III, entre le Bulevar oslobođenja et le pont de la Liberté à l'est et la rue Balzakova à l'ouest ; il fait partie de la communauté locale de Liman III ;
- Liman IV, entre la rue Balzakova à l'est et la rue Iva Andrića et Ribarsko ostrvo ; il fait partie des communautés Ivo Andrić et Ostrvo ;
- Depresija, entre la rue Iva Andrića à l'est et la rue Sima Matavulja à l'ouest ; conçu comme lieu d'hébergement temporaire pour des travailleurs, il fait partie de Liman IV ; à cet emplacement était prévue la construction d'un nouveau quartier du nom de Liman V qui n'a jamais vu le jour ; Depresija dépend de la communauté locale Ivo Andrić.

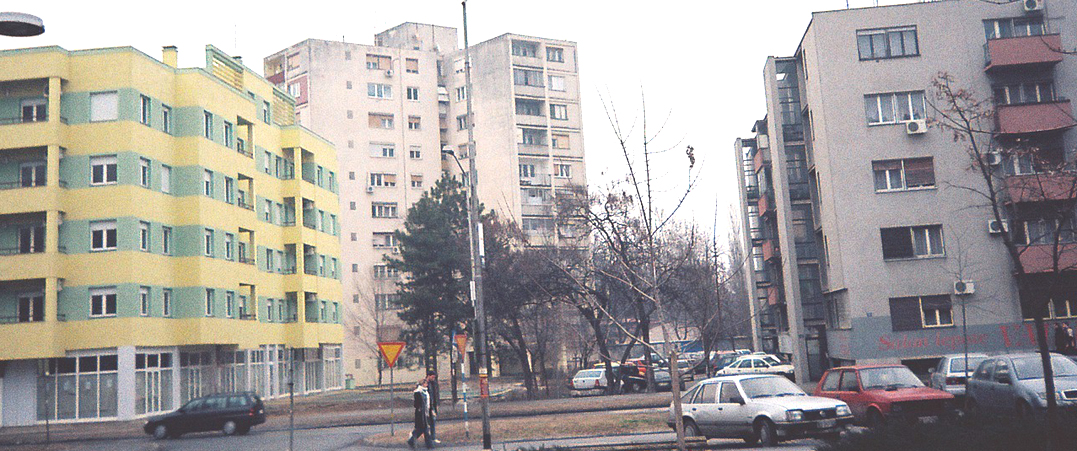
Liman I
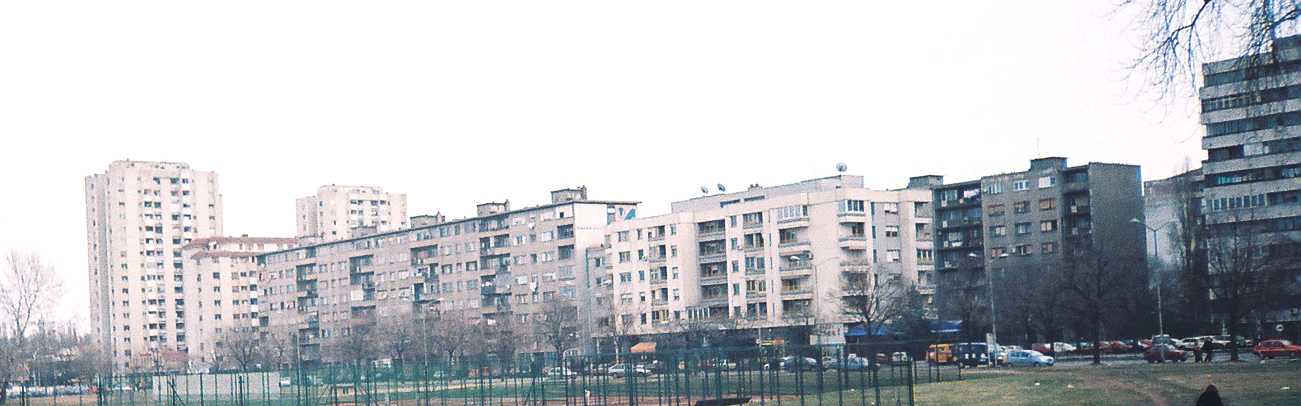
Liman II
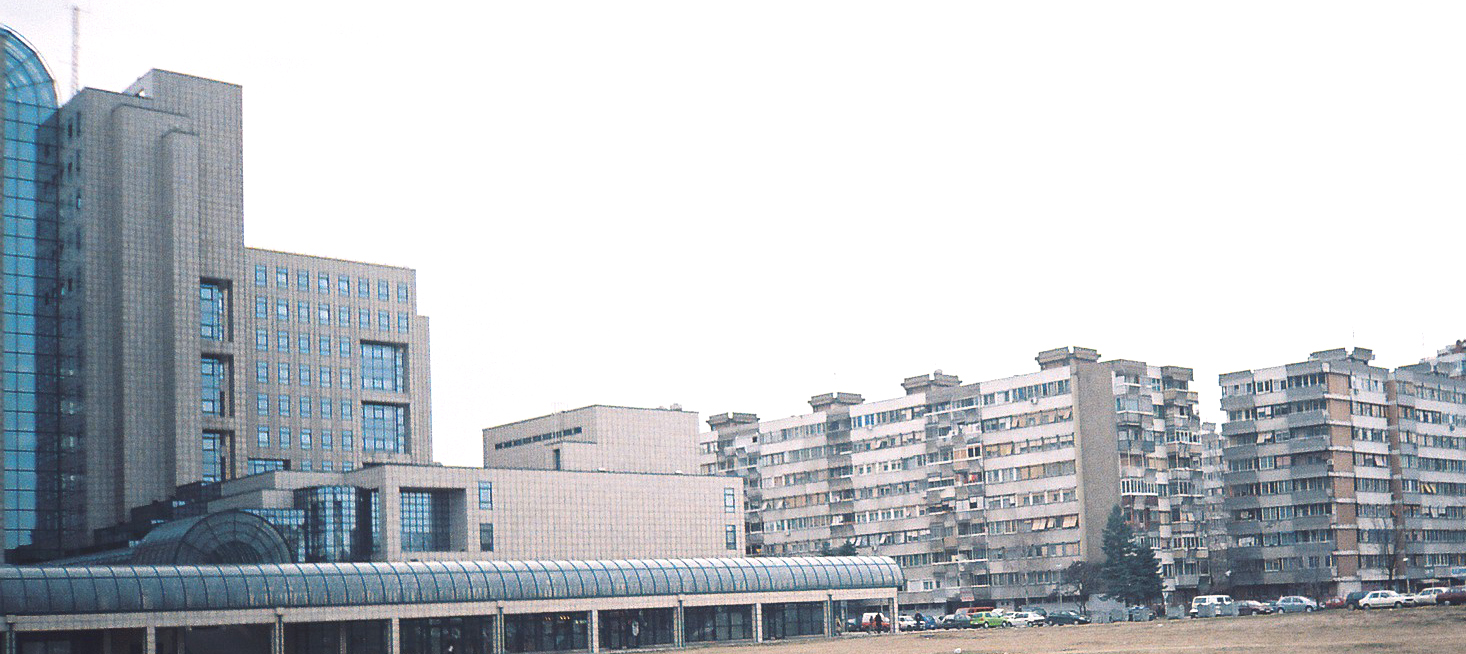
Liman III
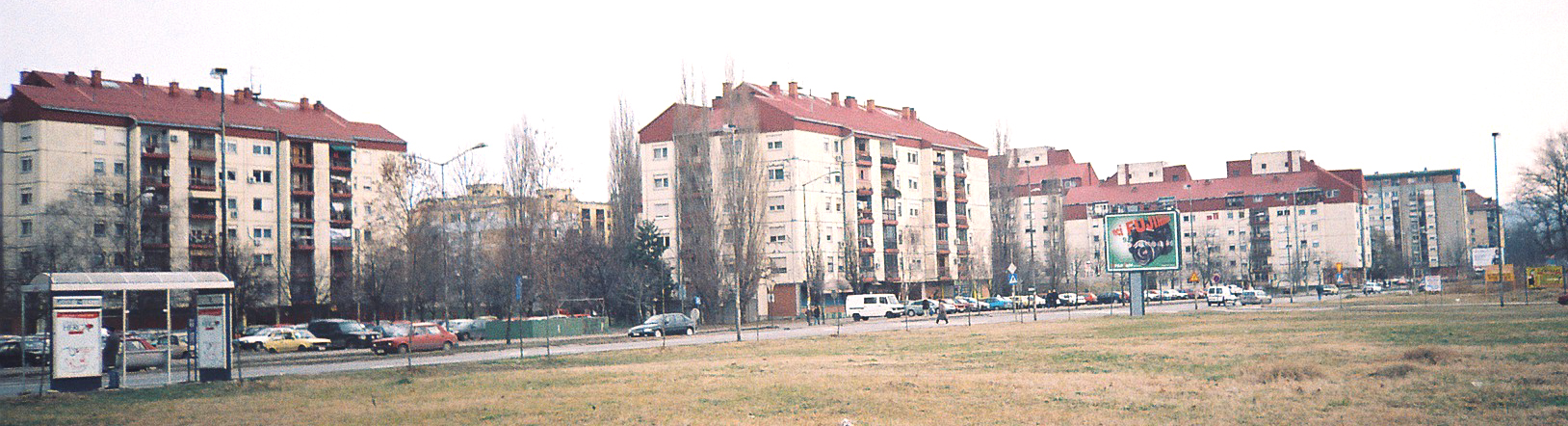
Liman IV
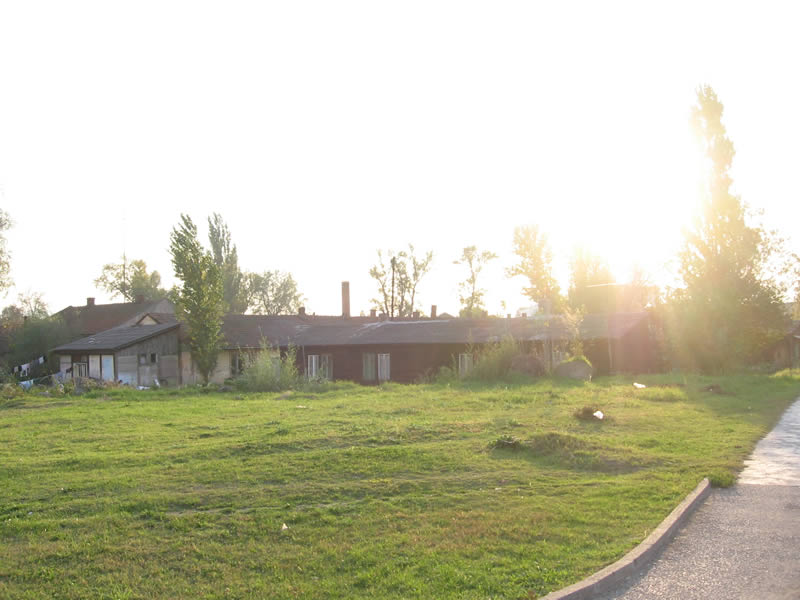
Le quartier de Depresija
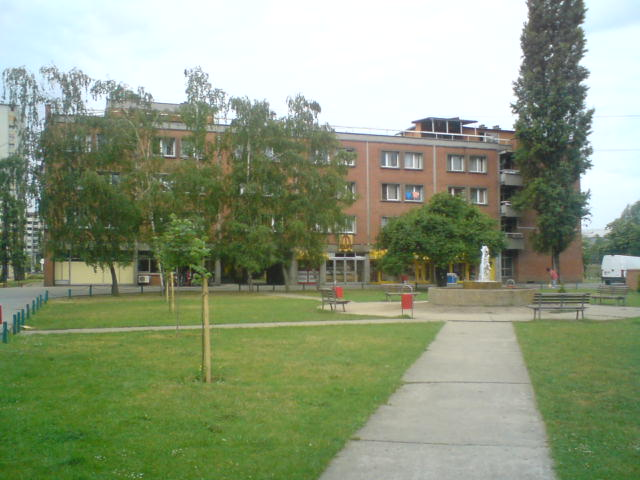
Le campus de l'université de Novi Sad

## Histoire
En grec médiéval, le mot « limani » (λιμάνι) désigne un « abri côtier », par exemple un « port ». Avec l'expansion de l'Empire ottoman sur les rives occidentales et septentrionales de la mer Noire, ce terme, véhiculé par les Turcs, est entré dans les langues bulgare, roumaine, ukrainienne, russe et serbe. En serbe, liman désigne ainsi les lacs, les étangs et les bancs de sable créés dans les eaux stagnantes du Danube.
Autrefois, sur le territoire de Novi Sad, se trouvaient deux « Liman » : Mali Liman (le « Petit Liman ») et Veliki Liman (le « Grand Liman »). Mali Liman était situé à l'emplacement de l'actuel quartier de Stari grad, le centre de la ville et, jusqu'au début du XXe siècle, s'y étendaient des étangs, des bancs de sable et des prairies et on y rencontrait des plantes aquatiques et des saules. Cette partie de Liman englobe aujourd'hui le parc du Danube (en serbe : Dunavski park et le secteur allant des rives du Danube jusqu'à l'ancien remblai de la voie ferrée, où elle était connectée à Veliki Liman. La zone de Mali Liman était ainsi encadrée par le Danube, les rues Dunavska, Zmaj Jovina, Kralja Aleksandra et le remblai ferroviaire, devenu aujourd'hui le Bulevar cara Lazara (le « boulevard de l'empereur Lazare »). Aujourd'hui, avec l'urbanisation, le nom de Mali Liman a complètement disparu.

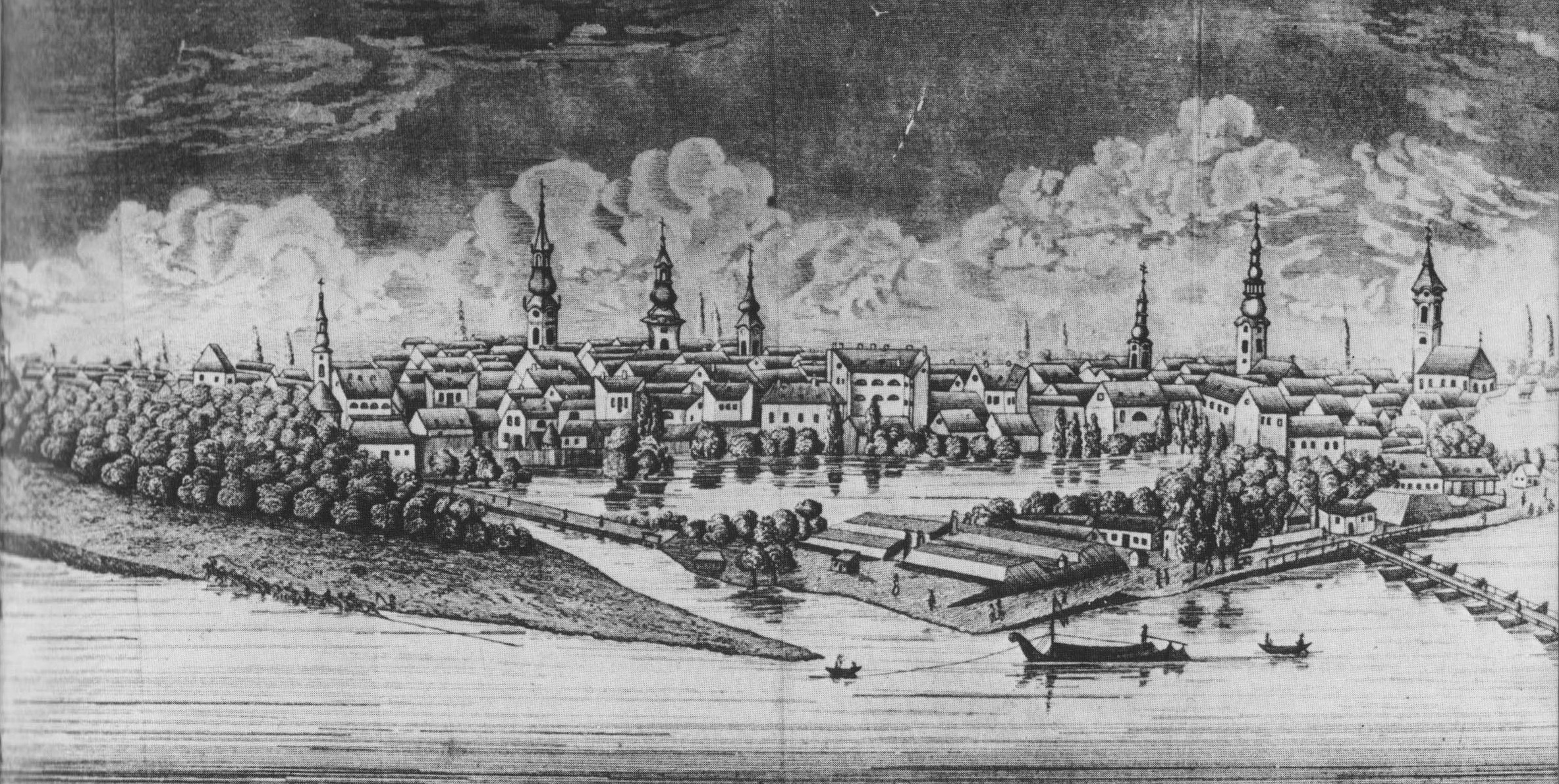
Novi Sad et Liman (XIXe siècle)

Selon des documents historiques datant de 1764, le territoire sur lequel s'étend l'actuel quartier de Limana portait le nom de Veliki Liman. Il allait de la forêt de Futog (Futoška šuma jusqu'aux rues Alekse Šantića, Lasla Gala et Železnička (dans les actuels quartiers de Grbavica et de Stari grad). Selon les registres de la fin du XIXe siècle, en face du cimetière catholique, se trouvait une promenade connue sous le nom de Šištat et, du cimetière au Danube « il y avait un désert sans maison humaine »[réf. nécessaire].
Les travaux de la ligne de chemin de fer Budapest-Subotica-Novi Sad-Zemun-Belgrade commencèrent en 1881 ; cette ligne passait par Veliki Liman à l'emplacement de l'actuel Bulevar cara Lazara puis sur un pont traversant le Danube et passait par un tunnel construit au pied de la forteresse de Petrovaradin ; à cette époque furent également réalisées des digues le long du fleuve. La gare, construite en 1882, se trouvait dans l'actuel quartier de Grbavica, entre les rues Vere Pavlović et Puškinova et le Bulevar cara Lazara ; elle fut détruite en 1964, après la construction de la nouvelle gare de Novi Sad ; seule la poste et le marché de Liman témoignent encore de cette époque. La ligne de chemin de fer Budapest-Zemun entra en activité en 1883 et Novi Sad vit alors l'arrivée de son premier train. À partir de 1901, un omnibus tiré par des chevaux conduisait les voyageurs de la gare au centre puis, à partir de 1911, cette liaison fut effectuée par un tramway électrique remplacé en 1958 par un système d'autobus.

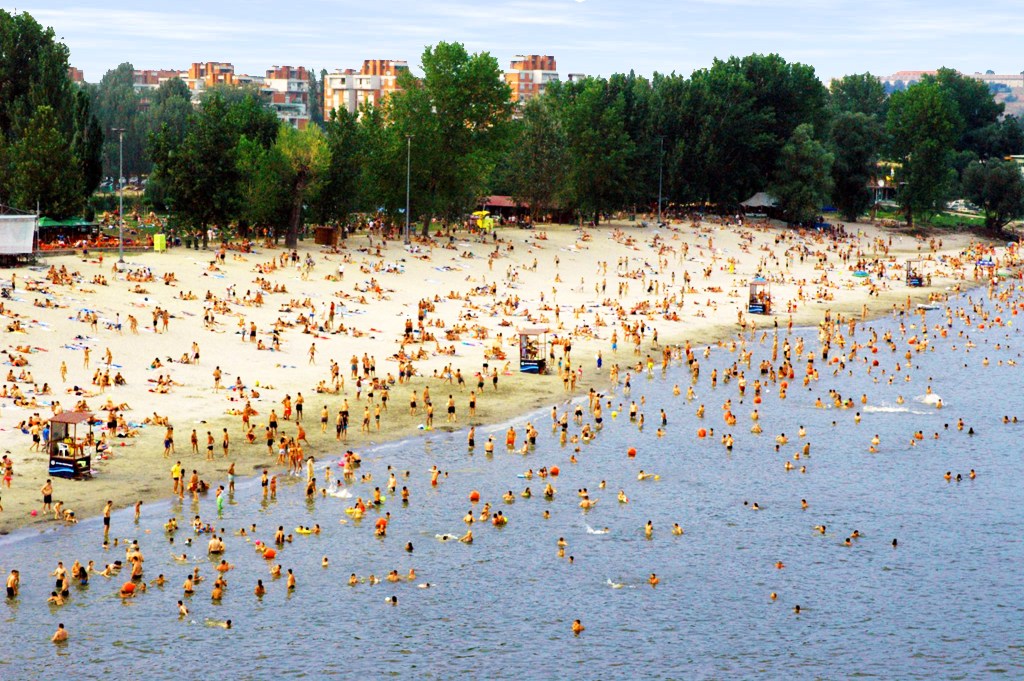
La plage du Štrand

L'assainissement du quartier de Liman commença en 1922. La municipalité vendit à bon marché des parcelles de terrain destinés à la construction de maisons. Ces maisons, le plus souvent de plain pied, disposaient de grandes cours et de grands jardins. Les habitants étaient alimentés en eau par un réseau de fontaines publiques mais, en l'absence d'égouts, l'évacuation des eaux usées posait encore problème. Malgré cela, le quartier comptait environ 2 600 habitants. La rue principale était alors la rue Fruškogorska, qui conduisait à la plage du Štrand. De 1924 à 1937, en été, y circulait un petit train appelé trčika. Dans cette partie de Liman vinrent également s'établir plusieurs installations industrielles.
Après la Seconde Guerre mondiale, les zones autrefois périphériques et humides de Veliki Liman furent urbanisées et le quartier prit alors le nom de Liman. Sur son territoire fut construite la cité universitaire et des immeubles résidentiels virent le jour avec les infrastructures et les équipements nécessaires à la population. Déjà en 1945, des terrains humides avaient été renforcés par du sable ; de 1945 à 1955, ce processus fut accéléré et de nouveaux bâtiment furent construits dans le secteur de l'actuel Liman I ; l'urbanisation se poursuivit, formant progressivement les nouveaux secteurs de Liman II, Liman III et Liman IV).

## Urbanisme
Liman ne compte pas de maisons résidentielles ; le quartier a été urbanisé pendant la période communiste et abrite de nombreux immeubles de grande hauteur.

## Éducation et santé
Sur le territoire de Liman I se trouve le campus de l'université de Novi Sad avec le rectorat et les facultés de sciences techniques (6 Trg Dositeja Obradovića), d'agriculture (8 Trg Dositeja Obradovića), de philosophie (2 rue Zorana Đinđića), de droit (1 Trg Dositeja Obradovića), de sciences naturelles et de mathématiques (3 Trg Dositeja Obradovića), de technologie (1 Bulevar cara Lazara). Dans la partie ouest du campus universitaire se trouvent les résidences des étudiants, la résidence hôtelière des assistants, le centre de santé des étudiants, les associations et les restaurants universitaires, ainsi qu'une centrale d'achats et une librairie. D'autres résidences universitaires ont été construites à Liman III.

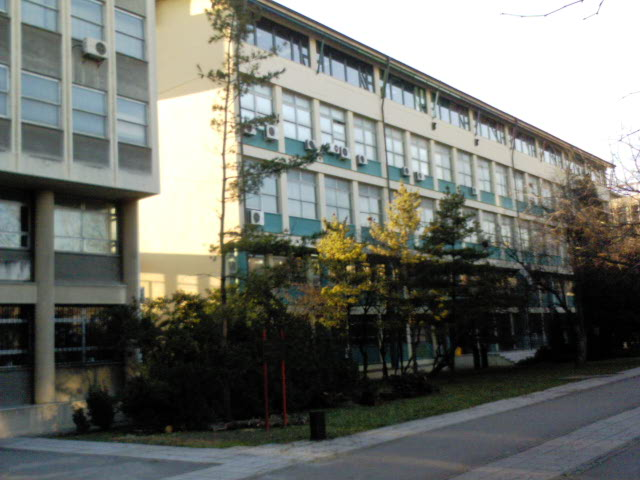
La Faculté de sciences techniques
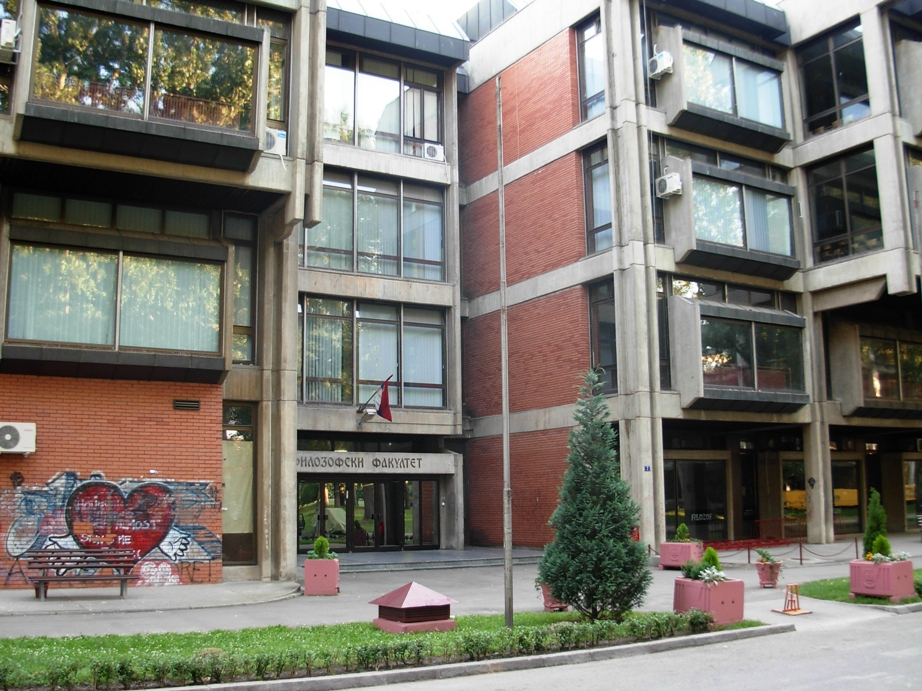
La Faculté de philosophie
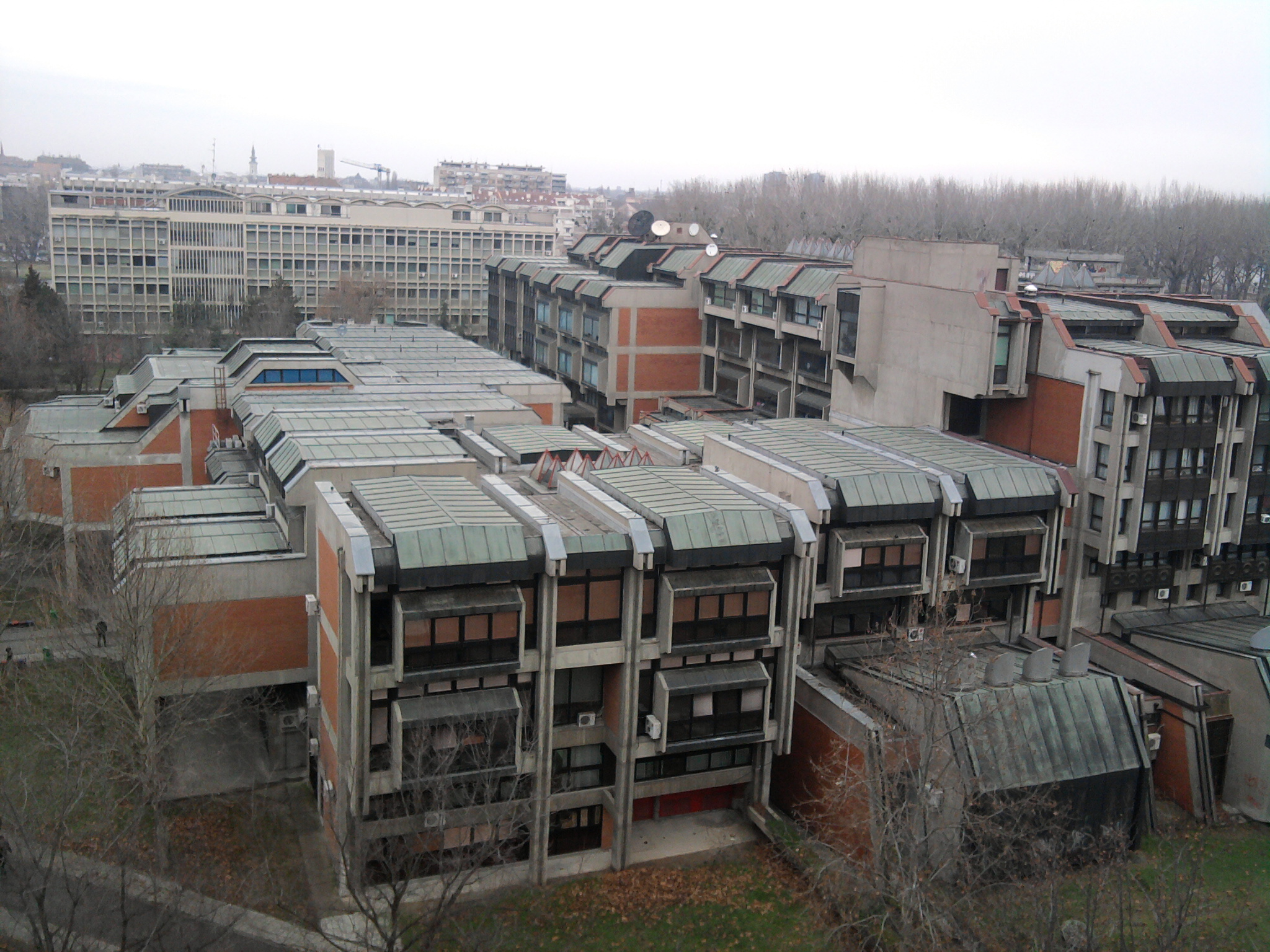
La Faculté de droit
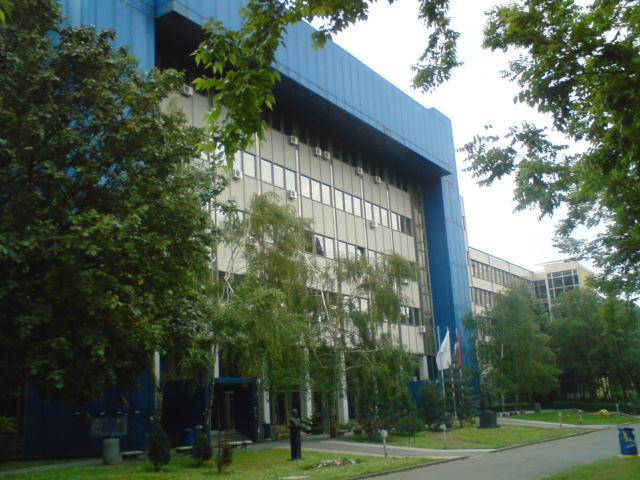
La Faculté de sciences naturelles et de mathématiques
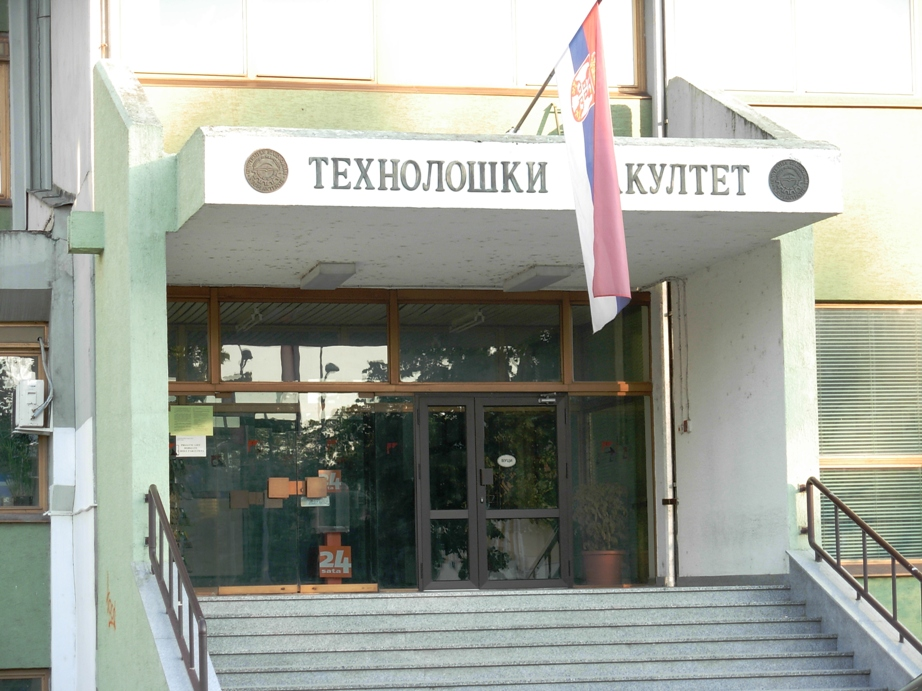
La Faculté de technologie
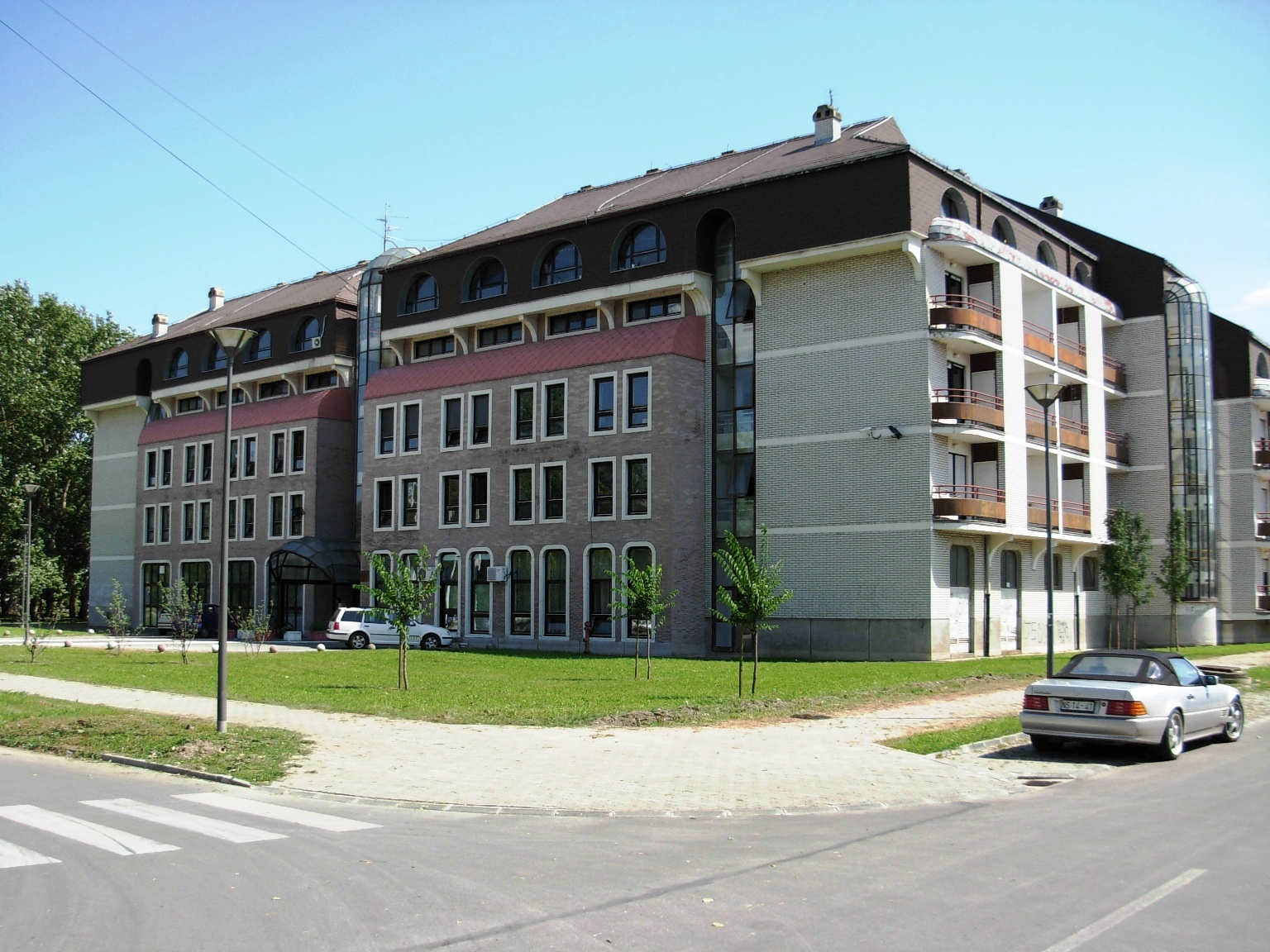
La résidence universitaire Novi B

Le quartier abrite les écoles élémentaires Jovan Popović et Žarko Zrenjanin.
On y trouve une annexe du Centre de santé de Novi Sad (1 Bulevar cara Lazara) et une des maisons du Centre de gérontologie de Novi Sad.

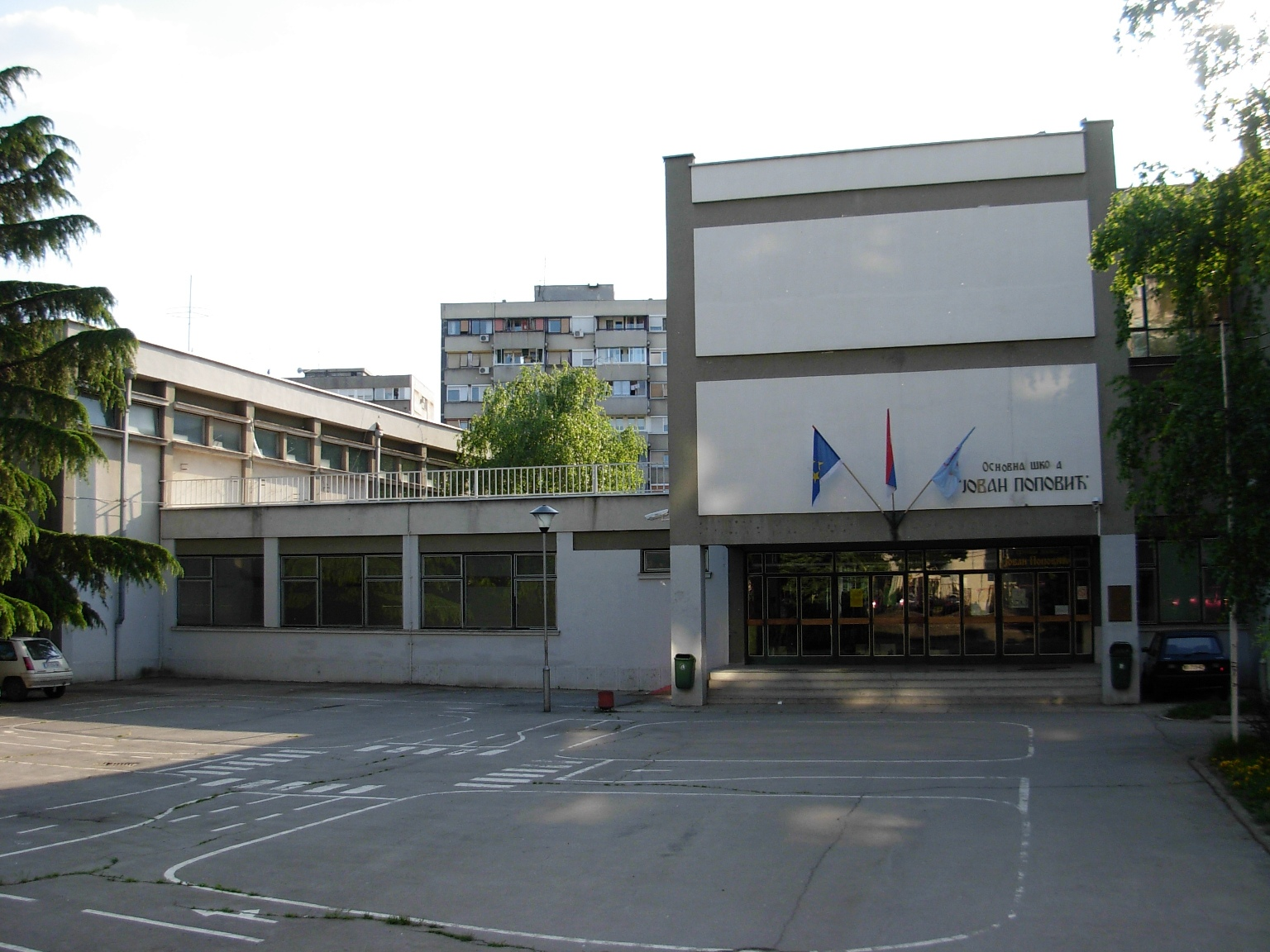
L'école élémentaire Jovan Popović
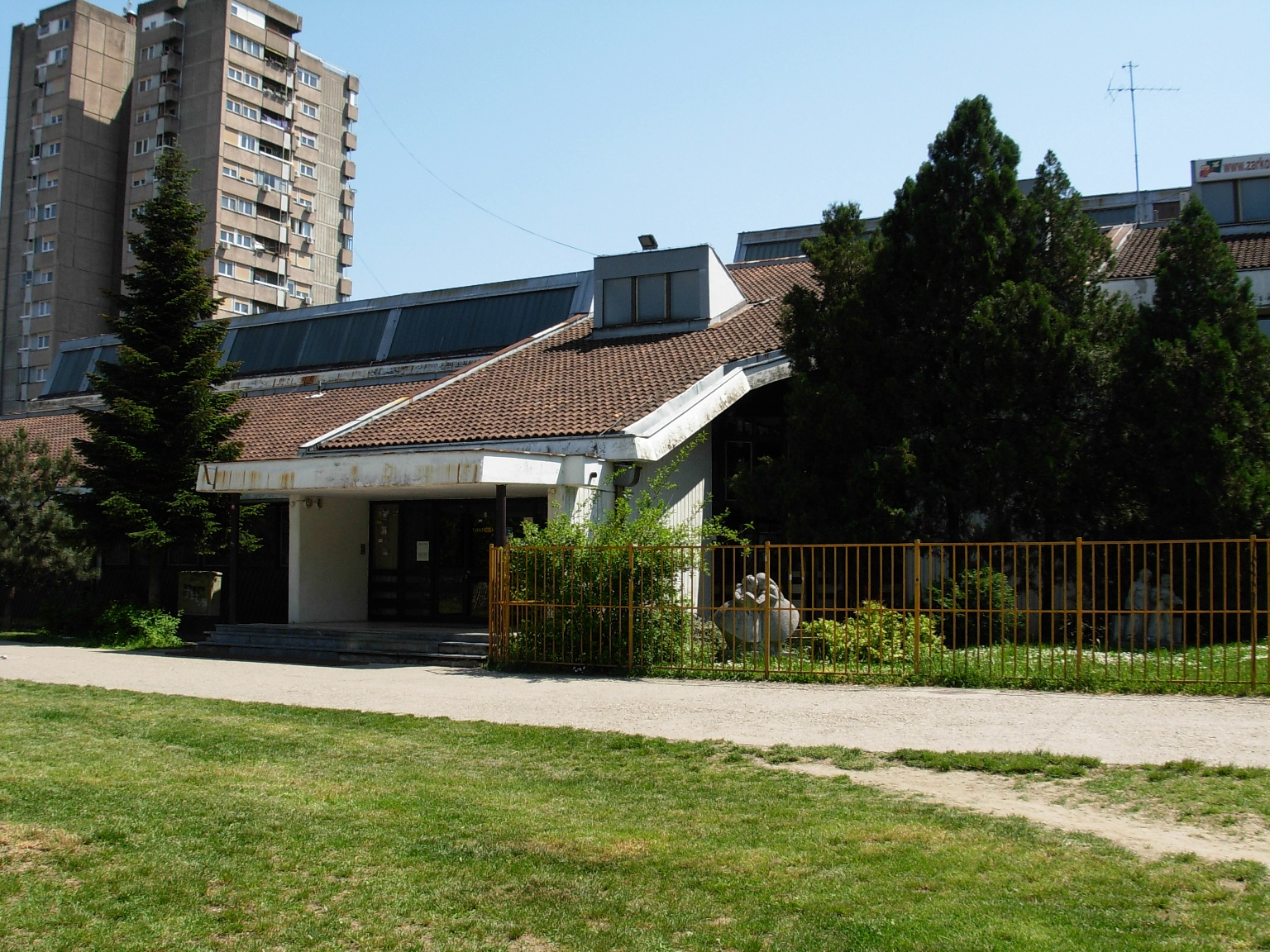
L'école élémentaire Žarko Zrenjanin
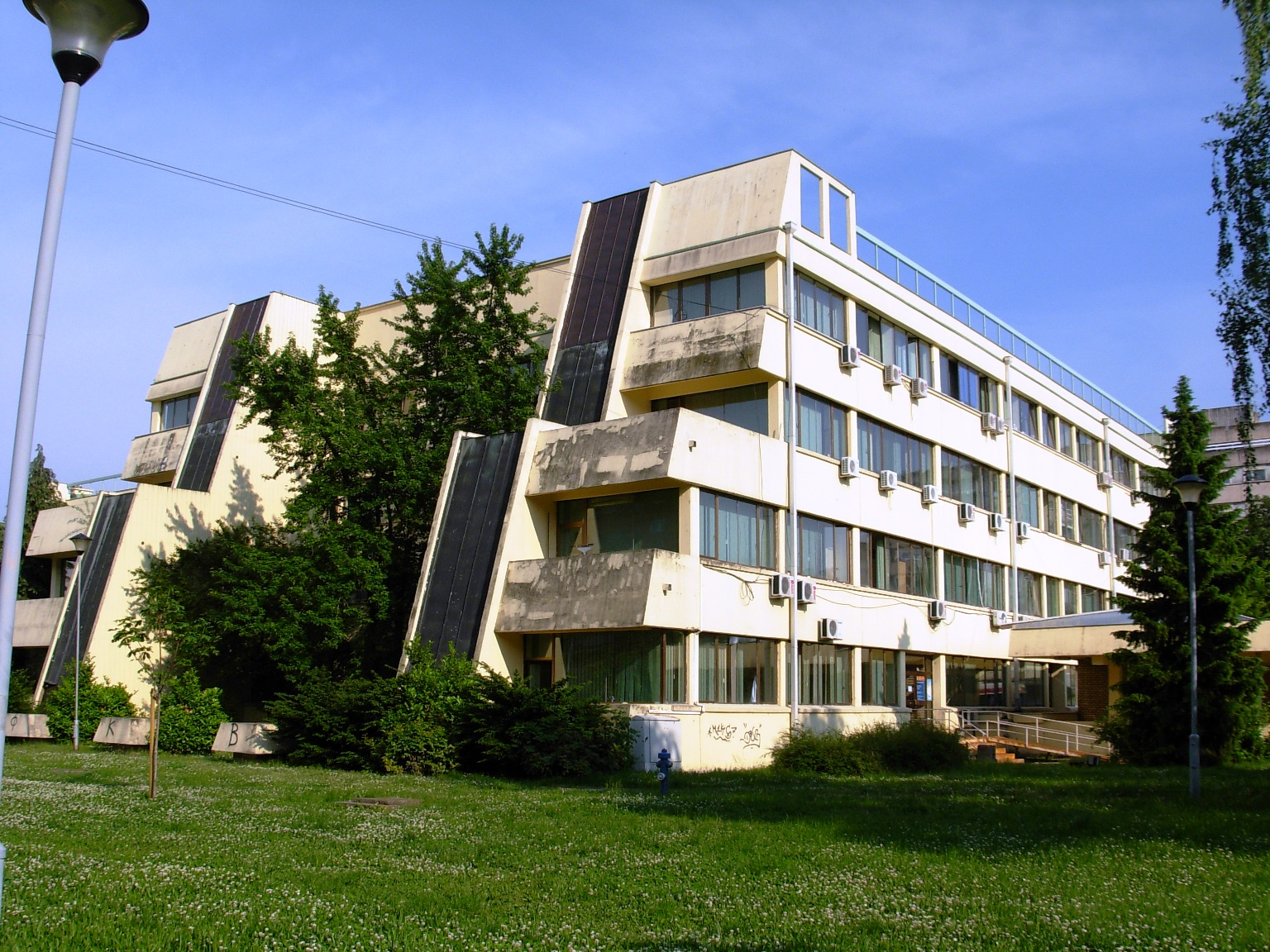
Le centre de santé de Liman

## Économie, gestion et institutions

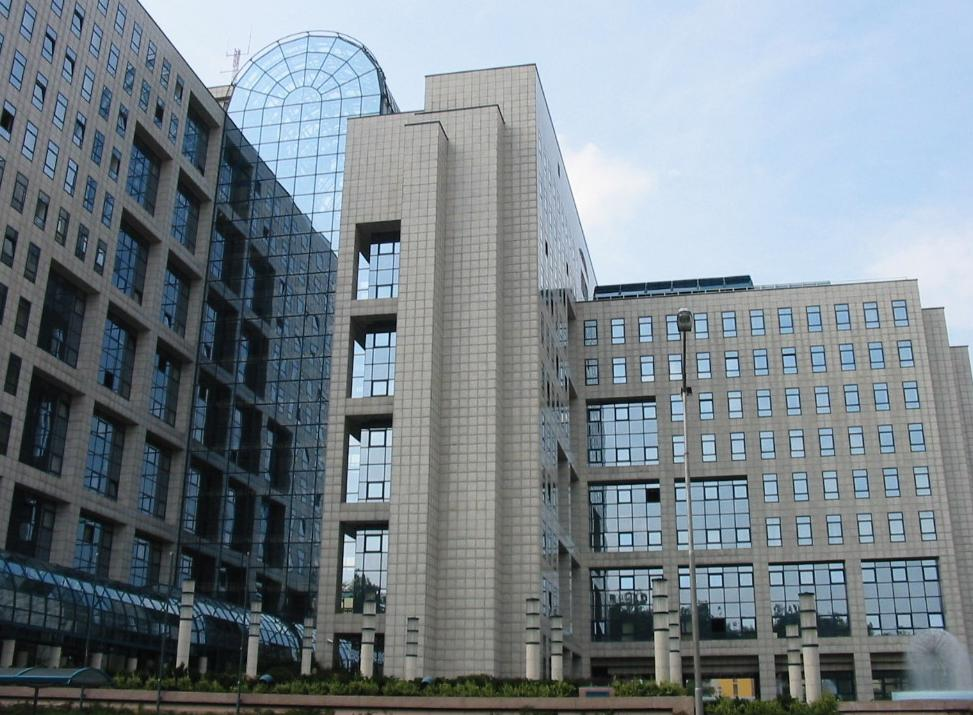
Le bâtiment de la Naftna industrija Srbije (Liman III)

Les zones industrielles et commerciales sont concentrées dans la partie méridionale du quartier, au sud du Bulevar despota Stefana, dans le secteur connu sous le nom de « quartier chinois » (en serbe : Kineska četvrt). Entre Liman et Ribarsko ostrvo est installé un chantier naval. Sur le Bulevar oslobođenja se trouvent le bâtiment de la Naftna industrija Srbije (l'« Industrie pétrolière de Serbie »), l'une des compagnies les plus importantes du pays, et un centre commercial Merkator ; sur le Bulevar cara Lazara se trouvent l'hôtel Aleksandar et un supermarché Maksi, et, rue Narodnog fronta, un supermarché Univereksport.
À Liman se trouvent également la Société publique de construction et de développement de la ville (JP Zavod za izgradnju grada), la Société publique d'urbanisme (JP Urbanizam), une installation de la Société publique d'approvisionnement en eau et d'évacuation des eaux usées (JP Vodovod i kanalizacija) et la société Informatika. À l'ouest du quartier se trouvent des installations militaires de la marine fluviale et, notamment, le centre de commandement de la flotte fluviale de Serbie.

## Sport et loisirs

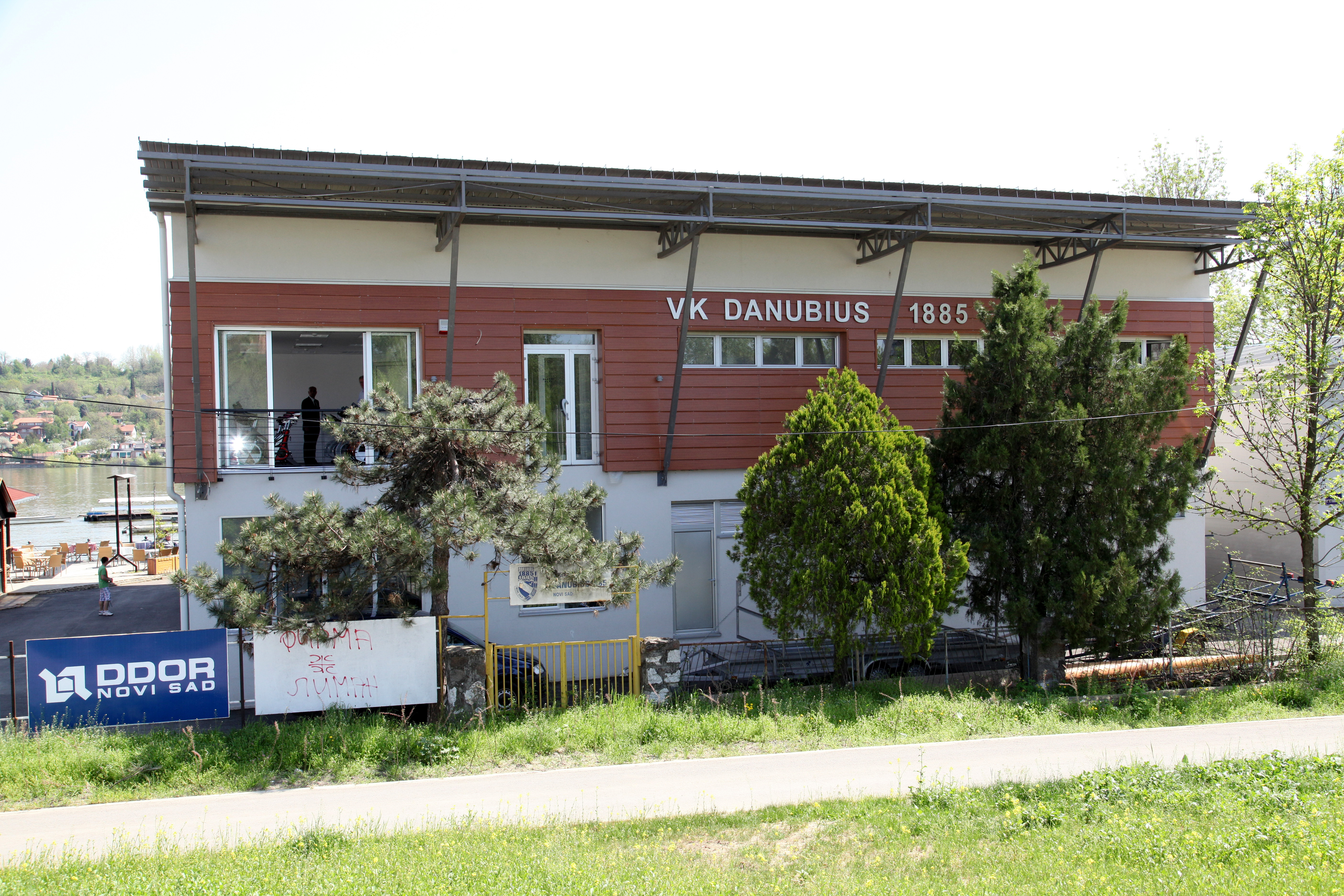
Le club d'aviron Danubijus

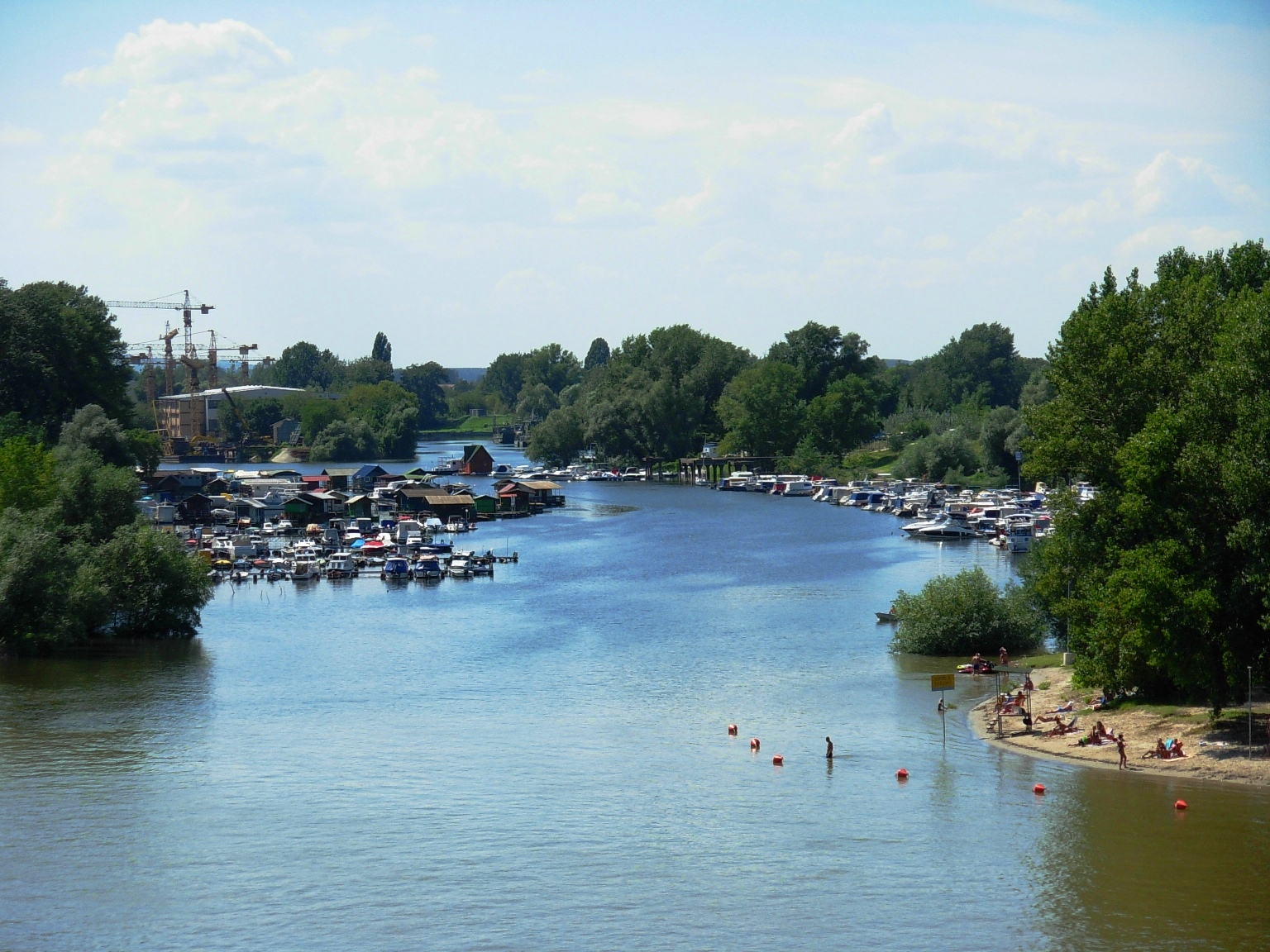
Le port de plaisance de Ribarsko ostrvo

Situé sur la rive gauche du Danube, le quartier est dispose de plusieurs zones de loisir. Parmi les parcs et les espaces verts les plus connus figurent le parc de Liman (Limanski park) et le parc de l'université (Univerzitetski park), qui, à une certaine époque, a servi de camping aux touristes du festival EXIT, ainsi que le Sunčani kej (le « quai du soleil »), qui s'étend du quartier de Podbara à Liman III et qui est fréquenté par les promeneurs et les cyclistes.
À Liman se trouvent le « centre sportif universitaire » (univerzitetski sportski centar) connu sous le nom de « Đačko igralište », une marina, le club de kayak Liman et le club d'aviron Danubijus, créé en 1885.
À Liman II, la plage du Štrand est la plus populaire de la ville ; dans le quartier se trouve aussi la page de Bećarac. Dans cette partie de la ville se trouve également le terrain du club de football FK Kabel Novi Sad.
Au sud de Liman s'étend la zone de loisirs de Ribarsko ostrvo ; un bras du Danube connu sous le nom de Šodroš est un lieu propice pour des sports nautiques comme la voile et l'aviron ; il sert également de mouillage et de port d'hiver pour les bateaux de plaisance.

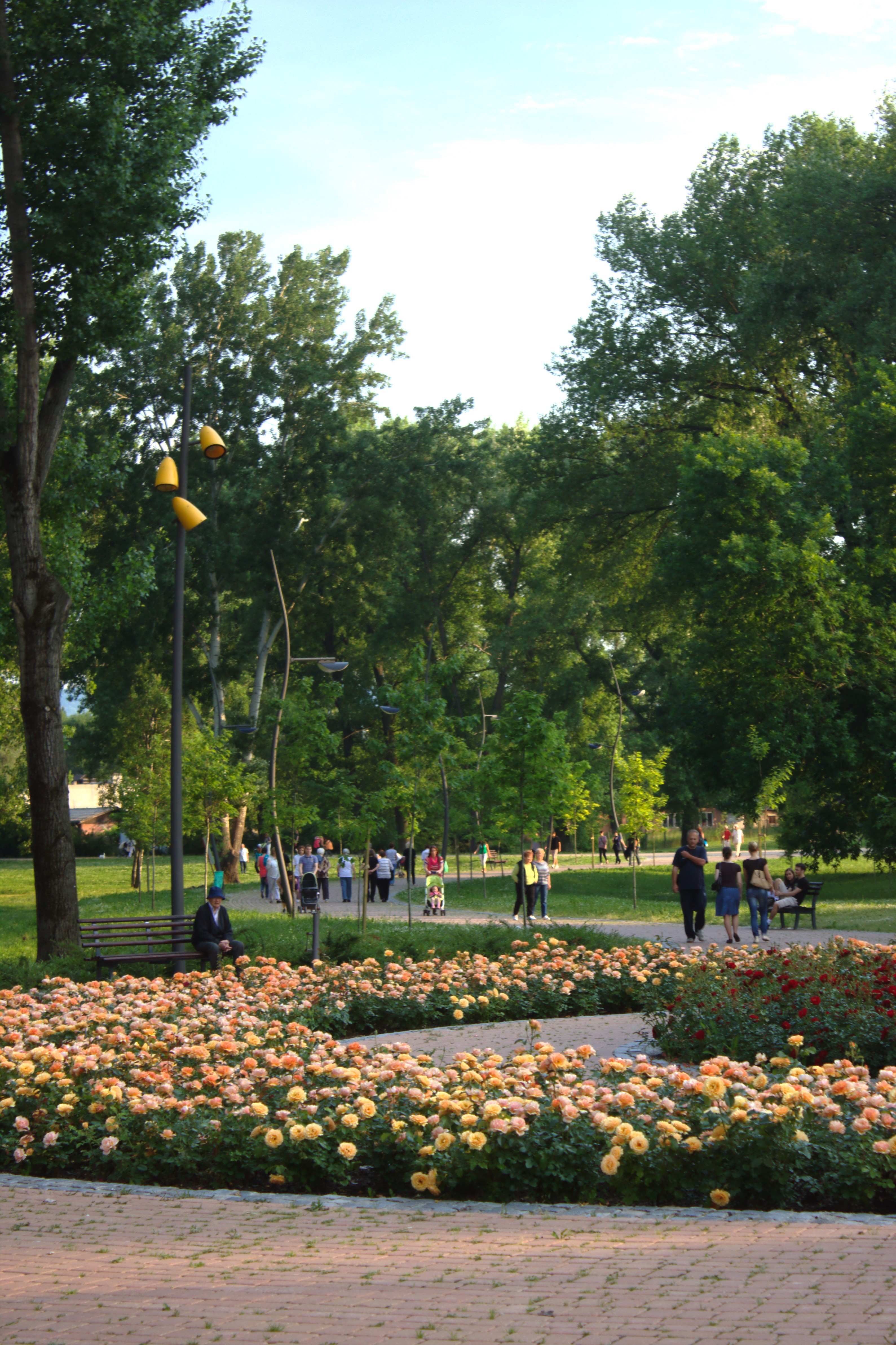
Le parc de Liman
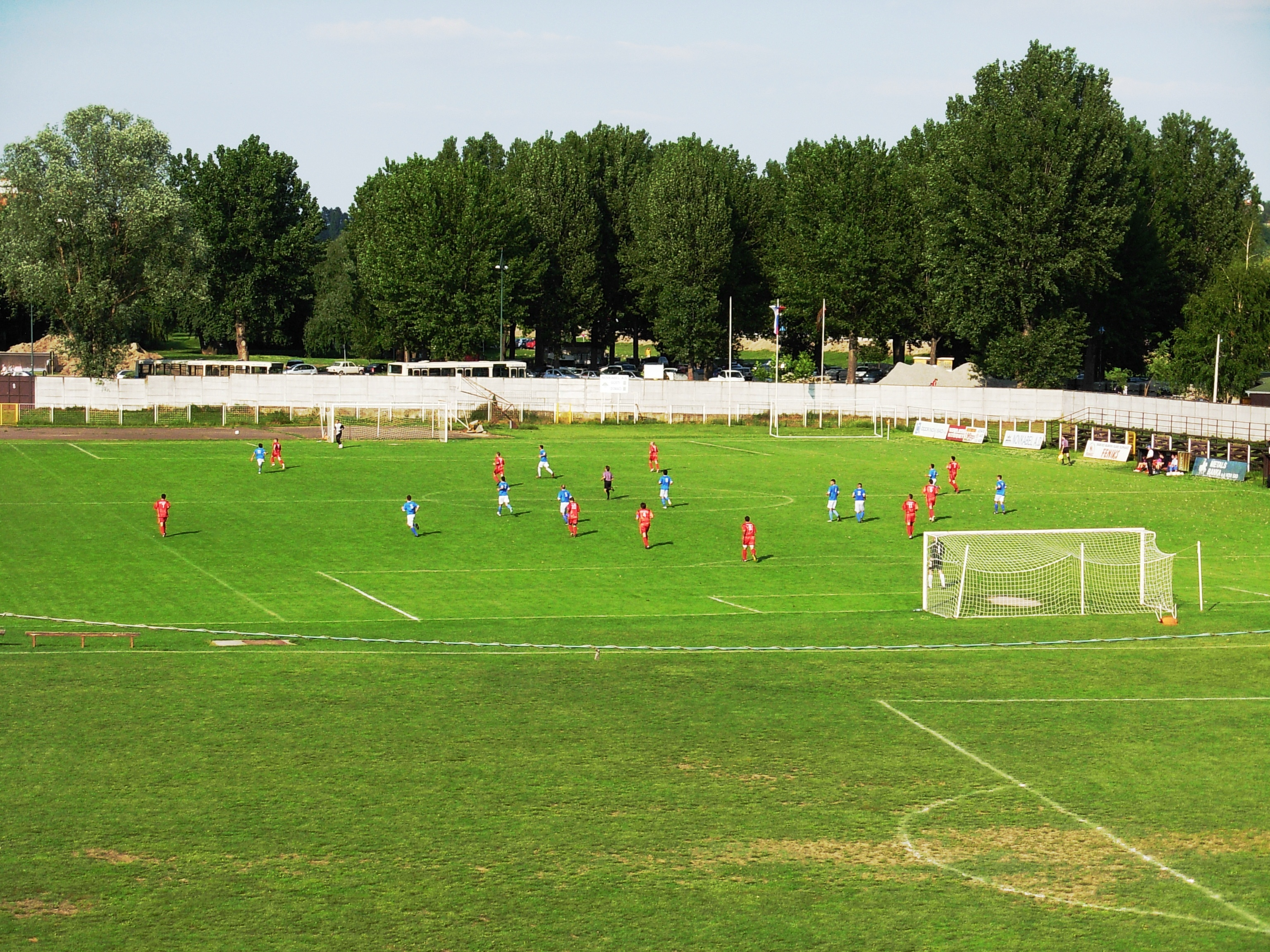
Le stade du FK Kabel

## Rues et transports
Les rues les plus importantes de Liman sont :
- Balzakova
- Bulevar despota Stefana
- Bulevar oslobođenja (qui se prolonge sur le pont de la liberté)
- Bulevar cara Lazara
- Iva Andrića
- Narodnog fronta
- Fruškogorska
- Šekspirova.

Le quartier est desservi par les lignes 1, 4, 7, 8, 9, 11A, 11B, 12, 68, 70, 71, 72, 73 et 74 de la société de transport municipal JGSP Novi Sad.